# Eiréné (lune)
Jupiter LVII Eiréné (désignation internationale Eirene), désignation provisoire S/2003 J 5, est un satellite naturel de Jupiter.

## Caractéristiques physiques
Eiréné est un petit satellite. Selon l'équipe qui l'a découvert, il mesurerait 4 km de diamètre. Ses autres caractéristiques ne sont pas connues.

## Orbite
Eiréné pourrait appartenir au groupe de Carmé, un groupe de satellites qui orbitent de façon rétrograde autour de Jupiter sur des demi-grands axes compris entre 22 900 000 et 24 100 000 km, des inclinaisons de 164,9 à 165,5° par rapport à l'équateur de Jupiter et des excentricités entre 0,23 et 0,27. Ses éléments orbitaux n'étant pas connus avec précision, cette appartenance n'est pas déterminée de façon définitive.

Diagramme illustrant l'orbite des satellites irréguliers de Jupiter. Le groupe de Carmé est visible sur le centre-gauche.
Diagramme illustrant l'inclinaison des membres du groupe de Carmé en fonction du demi-grand axe.

## Historique
Jupiter LVII fut découvert en 2003 par Scott S. Sheppard, David Jewitt, Jan Kleyna, Yanga R. Fernández et Henry H. Hsieh. Sa découverte fut annoncée le 4 mars 2003 en même temps que celle de six autres satellites de Jupiter. Le satellite reçut alors la désignation provisoire S/2003 J 5, indiquant qu'il fut le 5e satellite à être découvert autour de Jupiter en 2003.
La réobservation de S/2003 J 5 est annoncée le 2 juin 2017 et le satellite reçoit la désignation systématique Jupiter LVII le 9 juin suivant. Il reçoit son nom, Eiréné, le 19 août 2019, d’après Eiréné, Heure de la mythologie grecque, fille de Zeus et Thémis.
La lune a été nommée en 2019 d'après Eirene (Εἰρήνη), la fille de Zeus et Themis et la déesse de la paix dans la mythologie grecque ; Le nom est issu d'un concours de noms organisé sur Twitter avec seize tweets suggérant le nom, plus significativement par les utilisateurs Quadrupoltensor (@Quadrupoltensor) qui a suggéré le nom en premier et PaulR (@PJRYYC),,.